# Poplar Bay
Poplar Bay est un village d'été (summer village) du Comté de Wetaskiwin No 10, situé dans la province canadienne d'Alberta.

## Démographie
En tant que localité désignée dans le recensement de 2011, Poplar Bay a une population de 80 habitants dans 42 de ses 184 logements, soit une variation de -4,8 % avec la population de 2006. Avec une superficie de 0,791 9 km2, le village d'été possède une densité de population de 101,022 9 hab/km2 en 2011.
Concernant le recensement de 2006, Poplar Bay abritait 84 habitants dans 44 de ses 145 logements. Avec une superficie de 0,760 6 km2, Poplar Bay possédait une densité de population de 110,4 hab/km2 en 2006.
| 2001 | 2006 | 2011 | 2016 |
| ---- | ---- | ---- | ---- |
| 84   | 84   | 80   | 103  |